# Südliche Düpenwiesen
Die Südlichen Düpenwiesen sind ein ehemaliges Naturschutzgebiet in der Stadt Wolfsburg in Niedersachsen.

## Allgemeines
Das Naturschutzgebiet mit dem Kennzeichen NSG BR 071 war circa 70 Hektar groß. Es ist vollständig Bestandteil des FFH-Gebietes „Aller (mit Barnbruch), untere Leine, untere Oker“ und des EU-Vogelschutzgebietes „Barnbruch“. Das Gebiet stand seit dem 30. Oktober 1985 unter Naturschutz. Zum 25. Februar 2021 wurde es mit dem nördlich liegenden Naturschutzgebiet „Düpenwiesen“ zusammengefasst. Zuständige untere Naturschutzbehörde war die Stadt Wolfsburg.

## Beschreibung
Das ehemalige Naturschutzgebiet liegt im Westen der Stadt Wolfsburg in einem weitläufigen Niederungsgebiet im Urstromtal der Aller. Es stellte ein Feuchtgebiet mit Wasserflächen, Röhrichten und Feuchtgrünländern mit darin eingebetteten Gebüschen unter Schutz. Die Wasserflächen sind aus Stapelteichen der 1995 stillgelegten Zuckerfabrik Fallersleben sowie der Ende der 1970er-Jahre im Zuge der Verlängerung der Bundesautobahn 39 entstandenen Bodenentnahmestelle – dem Düpeteich – hervorgegangen. Insbesondere in den Randbereichen des ehemaligen Naturschutzgebietes sind kleine Gehölzinseln ausgebildet.
Das Gebiet ist Lebensraum für zahlreiche auf feuchte Lebensräume angewiesene Tierarten, unter anderem für verschiedene Vogelarten, darunter Rohrdommel, Schilfrohrsänger, Drosselrohrsänger und Nachtigall. Während des Vogelzuges ist es in Verbindung mit den angrenzenden Flächen ein wertvolles Rastgebiet.
Das ehemalige Naturschutzgebiet grenzt im Norden an die Kreisstraße 114, im Osten streckenweise an die Kreisstraße 115 und im Süden an den Mittellandkanal. Nach Westen wird es vom Schwarzen Graben bzw. einem Wirtschaftsweg begrenzt.